# Copa Continental da IAAF
A Copa Continental da IAAF (anteriormente conhecida como Copa do Mundo da IAAF) é uma competição internacional de pista e atletismo organizada pela Associação Internacional de Federações de Atletismo (IAAF). É a única Copa do Mundo disputada por equipes que representam continentes inteiros, em vez de equipes nacionais. O evento acontece a cada quatro anos, intercalando-se com as Olimpíadas.
O fundador da Copa do Mundo original foi o ex-presidente italiano da IAAF, Primo Nebiolo.
Em 2018, foi realizada a inauguração da Copa do Mundo de Atletismo. Este evento não está relacionado com a Copa do Mundo da IAAF original ou com o sucessor, a Copa Continental da IAAF, e este último continua a ser realizado.

## História
O formato anterior (conhecido como a Copa do Mundo da IAAF) incluiu competições masculinas e femininas separadas. Oito equipes participariam de cada evento, cinco continentais e três nacionais, e se o estádio tivesse uma nona pista, a nação anfitriã também poderia entrar com um time.
As equipes masculinas e femininas campeãs e vice-campeãs da Copa da Europa anterior qualificavam-se como seleções nacionais para a Copa do Mundo, juntamente com os Estados Unidos. As equipes continentais compreendiam África, Ásia, Oceania, o restante das Américas (Associação Atlética da América do Norte, América Central e Caribe e Confederação Sul-americana de Atletismo) e o restante da Europa.
A partir do evento de 2010 em Split, Croácia, o formato foi alterado e a competição rebatizou-se como Taça Continental da IAAF. O número de equipes regionais foi reduzido para quatro (África, Ásia/Pacífico, Europa e Américas), cada uma representada por dois atletas ou uma equipe de revezamento em todos os eventos, e as equipes nacionais foram eliminadas.
Além disso, as competições masculinas e femininas separadas foram fundidas: as equipes continentais agora competem por um único campeonato misto.
Após uma decisão na 206ª Reunião do Conselho da IAAF, realizada após os Jogos Olímpicos de 2016, os eventos de longa distância foram removidos do programa, e o evento de revezamento de 4×400 metros foi modificado para um evento de gênero misto.

## Resultados[3]

### Copa do Mundo da IAAF
| Ano  | Local         |          | Campeão                  | Vice-Campeão      | Terceiro Lugar     |
| ---- | ------------- | -------- | ------------------------ | ----------------- | ------------------ |
| 1977 | Düsseldorf    | Homens   | Alemanha Oriental        | USA               | Alemanha Ocidental |
| 1977 | Düsseldorf    | Mulheres | Europa                   | Alemanha Oriental | URSS               |
| 1979 | Montreal      | Homens   | USA                      | Europa            | Alemanha Oriental  |
| 1979 | Montreal      | Mulheres | Alemanha Oriental        | URSS              | Europa             |
| 1981 | Roma          | Homens   | Europa                   | Alemanha Oriental | USA                |
| 1981 | Roma          | Mulheres | Alemanha Oriental        | Europa            | URSS               |
| 1985 | Canberra      | Homens   | USA                      | URSS              | Alemanha Oriental  |
| 1985 | Canberra      | Mulheres | Alemanha Oriental        | URSS              | Europa             |
| 1989 | Barcelona     | Homens   | USA                      | Europa            | Reino Unido        |
| 1989 | Barcelona     | Mulheres | Alemanha Oriental        | URSS              | USA                |
| 1992 | Havana        | Homens   | África                   | Reino Unido       | Europa             |
| 1992 | Havana        | Mulheres | Time Unificado (ex-URSS) | Europa            | USA                |
| 1994 | Londres       | Homens   | África                   | Reino Unido       | USA                |
| 1994 | Londres       | Mulheres | Europa                   | USA               | Alemanha           |
| 1998 | Johannesburgo | Homens   | África                   | Europa            | Alemanha           |
| 1998 | Johannesburgo | Mulheres | USA                      | Europa            | África             |
| 2002 | Madri         | Homens   | África                   | Europa            | USA                |
| 2002 | Madri         | Mulheres | Rússia                   | Europa            | USA                |
| 2006 | Atenas        | Homens   | Europa                   | USA               | África             |
| 2006 | Atenas        | Mulheres | Rússia                   | Europa            | USA                |

### Copa Continental da IAAF
| Ano  | Local                    |          | Campeão  | Vice-Campeão | Terceiro Lugar | Quarto Lugar |
| ---- | ------------------------ | -------- | -------- | ------------ | -------------- | ------------ |
| 2010 | Split, Croácia           | Geral    | Américas | Europa       | África         | Ásia/Oceania |
| 2010 | Split, Croácia           | Pontos   | 424.5    | 410          | 295            | 292.5        |
| 2010 | Split, Croácia           | Homens   | Europa   | Américas     | África         | Ásia/Oceania |
| 2010 | Split, Croácia           | Mulheres | Américas | Europa       | África         | Ásia/Oceania |
| 2014 | Marrakesh, Marrocos      | Geral    | Europa   | Américas     | África         | Ásia/Oceania |
| 2014 | Marrakesh, Marrocos      | Pontos   | 447.5    | 390          | 339            | 257.5        |
| 2014 | Marrakesh, Marrocos      | Homens   | Europa   | Américas     | África         | Ásia/Oceania |
| 2014 | Marrakesh, Marrocos      | Mulheres | Europa   | Américas     | África         | Ásia/Oceania |
| 2018 | Ostrava, República Checa | Geral    | Américas | Europa       | Ásia/Oceania   | África       |
| 2018 | Ostrava, República Checa | Pontos   | 262      | 233          | 188            | 142          |